# سه دره (ارسنجان)
سه دره (ارسنجان)، روستایی از توابع بخش مرکزی شهرستان ارسنجان در استان فارس ایران است.

## جمعیت
این روستا در دهستان علی‌آبادملک قرار دارد و براساس سرشماری مرکز آمار ایران در سال ۱۳۸۵، جمعیت آن ۴۹ نفر (۱۲خانوار) بوده‌است.